# Półprodukt

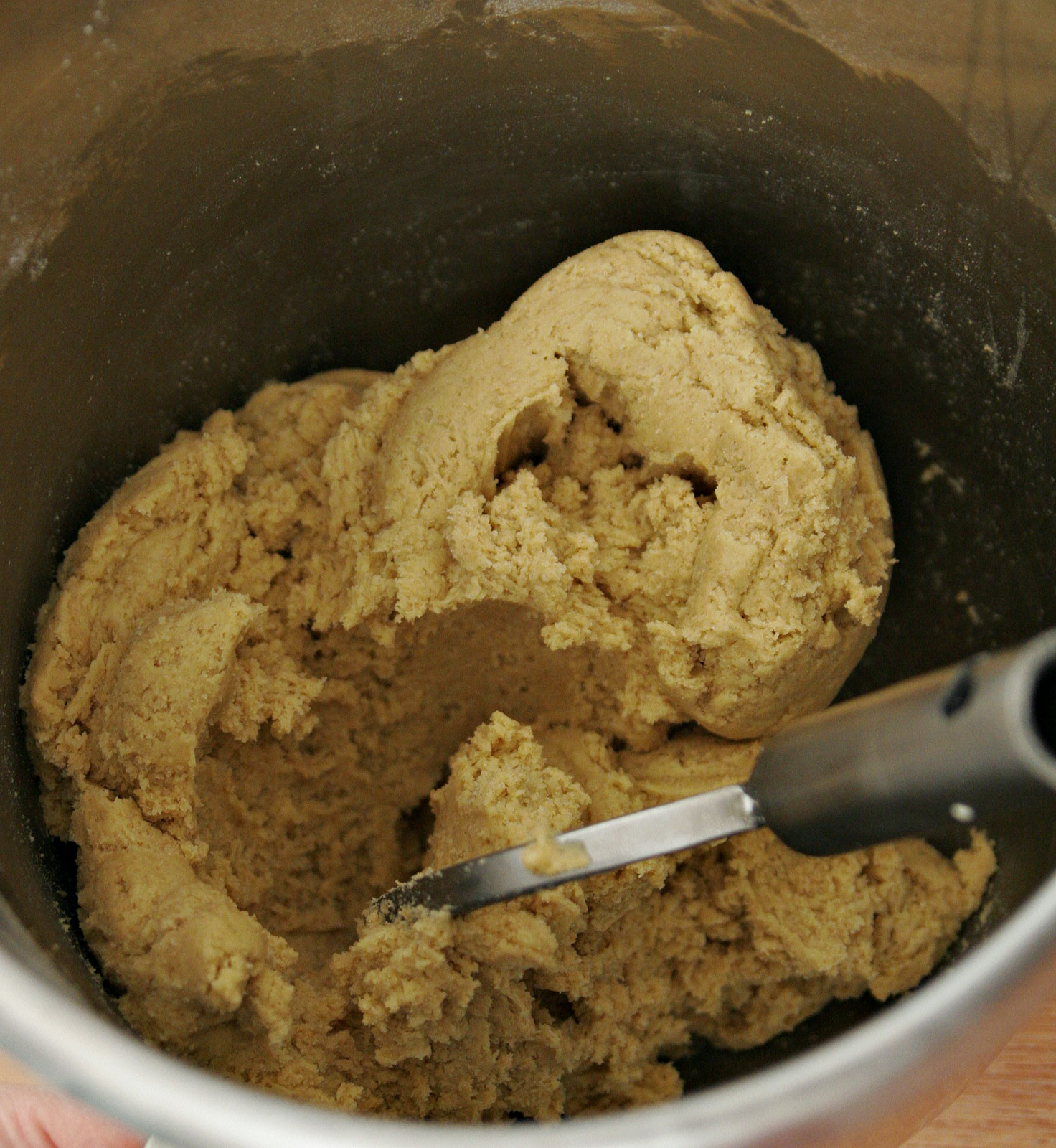
Półprodukt (ciasto)

Półprodukt – wyrób, który przeszedł wstępne etapy procesu technologicznego i stanowi materiał wyjściowy do wytwarzania wyrobów gotowych (finalnych).
Przykładem półproduktu mogą być odlewy hutnicze do dalszej obróbki, płynne żeliwo czy ciasto chlebowe w czasie wyrabiania. Półproduktami są też wszelkie części składowe gotowego produktu, które same w sobie nie są użyteczne.